# Laminariales
Ordre
Les Laminariales, aussi appelées laminaires, sont un ordre d'algues brunes de la classe des Phaeophyceae.

## Liste des familles
Selon AlgaeBase (19 août 2017) :
- Laminariales familia incertae sedis
- famille des Agaraceae Postels & Ruprecht
- famille des Akkesiphycaceae H.Kawai & H.Sasaki
- famille des Alariaceae Setchell & N.L.Gardner
- famille des Aureophycaceae H.Kawai & L.M.Ridgway
- famille des Chordaceae Dumortier
- famille des Laminariaceae Bory
- famille des Lessoniaceae Setchell & Gardner
- famille des Pseudochordaceae Kawai & Kurogi

Selon World Register of Marine Species (19 août 2017) :
- famille des Akkesiphycaceae H. Kawai & H. Sasaki
- famille des Alariaceae Setchell & Gardner, 1925
- famille des Chordaceae Dumortier, 1822
- famille des Costariaceae
- famille des Laminariaceae Bory, 1827
- famille des Lessoniaceae Setchell & Gardner, 1925
- famille des Pseudochordaceae